# Třešť
Třešť település Csehországban, a Jihlavai járásban. Třešť Otín, Suchá, Dolní Cerekev, Hodice, Batelov, Jihlava, Růžená, Panenská Rozsíčka, Jezdovice, Kostelec, Pavlov és Vílanec településekkel határos. Lakosainak száma 5815 fő (2024. január 1.).

## Népesség
A település lakosságának változását az alábbi diagram mutatja:
| Lakosok száma | 4634 | 5520 | 5628 | 5219 | 5805 | 5933 | 5793 | 5766 | 5625 | 5815 |
|               | 1869 | 1890 | 1921 | 1950 | 1980 | 2001 | 2017 | 2019 | 2022 | 2024 |